# Figlie della Santa Infanzia di Gesù e di Maria
Le Figlie della Santa Infanzia di Gesù e di Maria (in francese Filles de la Sainte-Enfance de Jésus et de Marie) sono un istituto religioso femminile di diritto pontificio: le suore di questa congregazione, dette Suore di Santa Cristiana (Sœurs de Sainte-Chrétienne), pospongono al loro nome la sigla S.S.CH.

## Storia
La congregazione venne fondata dalla nobildonna francese Anne-Victoire Tailleur de Méjanès (1763-1837): durante il periodo rivoluzionario subì, assieme al marito, il carcere per aver dato protezione ad alcuni sacerdoti "refrattari" e dopo la liberazione istituì ad Argancy un'associazione dedicata al Bambin Gesù impregnata dalla spiritualità ignaziana e berulliana.
Rimasta vedova nel 1801, la Tailleur fece voto perpetuo di castità e, con l'aiuto di padre Louyot, cercò di organizzare una comunità di insegnanti: con l'approvazione di Gaspard-Jean-André Jauffret, vescovo di Metz, il 20 aprile 1807 le prime aspiranti emisero i voti di religione dando formalmente inizio alla congregazione.
L'istituto ricevette il pontificio decreto di lode il 22 dicembre 1857 e l'approvazione definitiva della Santa Sede il 5 maggio 1888; le sue costituzioni vennero approvate definitivamente il 16 maggio 1899.

## Attività e diffusione
Le suore di Santa Cristiana si dedicano prevalentemente all'istruzione e all'educazione cristiana della gioventù.
Sono presenti in Europa (Austria, Francia, Ungheria), in Africa (Repubblica Democratica del Congo, Ruanda, Tanzania), nelle Americhe (Canada, Stati Uniti d'America) e in Georgia; la sede generalizia è a Metz.
Alla fine del 2008 la congregazione contava 206 religiose in 38 case.